# 戦国群盗伝
『戦国群盗伝』（せんごくぐんとうでん）は、1959年8月9日に公開された、監督杉江敏男、脚本黒澤明、主演三船敏郎による時代劇映画で。戦前滝沢英輔監督により二部作で映画化された映画のリメイク映画である。
時は永録・元亀時代、伊豆天城山を起点に暴れ回る、野武士団の活躍を描いた作品である。

## スタッフ
- 製作：藤本真澄、西野一夫
- 監督：杉江敏男
- 脚本： 山中貞雄、黒澤明
- 撮影：鈴木斌
- 美術：植田寛、北猛夫
- 原作 :三好十郎
- 編集 : 小畑長蔵
- 音楽：団伊玖麿
- チーフ助監督 : 竹林進[4]

## 配役
- 甲斐六郎[4]：三船敏郎
- 土岐太郎虎雄[4]：鶴田浩二
- 田鶴[4]：司葉子
- 小雪姫[4]：上原美佐
- 土岐次郎秀国[4]：平田昭彦
- 土岐左衛門尉[4]：志村喬
- 治部資長[4]：千秋実
- 山名兵衛[4]：河津清三郎
- 抗兵衛[4]：小杉義男
- 近江の藤太[4]：田武謙三
- 門番[4]：谷晃
- 猿丸[4]：山本廉
- 足柄の岩松[4]：堺左千夫
- 梵天[4]：田島義文
- 音五郎[4]：笈川武夫
- 清兵衛[4]：大友伸
- 久世龍[4]
- 百姓の親爺[4]：瀬良明
- 太郎の供の侍[4]：中丸忠雄
- 鬼念[4]：西條悦朗
- 管領家の使者畑山[4]：清水一郎
- 手塚勝巳[4]
- 巡羅[4]：桜井巨郎
- 牢番[4]：池田生二
- 山田彰[4]
- 速麿[4]：桐野洋雄
- 居酒屋の女[4]：河美智子
- 居酒屋の女[4]：三田照子
- 瓢右衛門[4]：坂本晴哉
- 小鉄[4]：成田孝
- 犬彦[4]：砂川繁視
- 伊藤実[4]
- 篠原正記[4]
- 駿之介[4]：川村郁夫
- 保名[4]：鈴木治夫
- 伸六郎[4]：渋谷英男
- 景正[4]：山口博義
- 秋元泉[4]
- 金沢重勝[4]
- 白木茂[4]

## 併映作品
- 『新・三等重役』